# فرودگاه ماپتی
فرودگاه ماپتی (به انگلیسی: Mopti Airport) یک فرودگاه همگانی و نظامی با کد یاتا MZI است که یک باند فرود آسفالت دارد و طول باند آن ۲۵۴۲ متر است. این فرودگاه در شهر موپتی کشور مالی قرار دارد و در ارتفاع ۲۷۶ متری از سطح دریا واقع شده‌است.

## امکانات
فرودگاه در ارتفاع ۹۰۶ فوت (۲۷۶ متر) بالاتر از سطح متوسط دریا واقع شده است. این فرودگاه دارای یک باند فرود تعیین‌شدهٔ 05/23 است که دارای سطح آسفالت به ابعاد ۲۵۴۲ در ۲۹ متر (۸۳۴۰ فوت × ۹۵ فوت) است.

## شرکت‌های هواپیمایی و مقصدهای پروازی
| شرکت‌های هواپیمایی | مقصدهای پروازی                                               |
| ----------------- | ------------------------------------------------------------ |
| ایر مالی          | باماکو-سانوو، تیمبوکتو (services suspended as of April 2014) |